# Kacza (dopływ Starej Świny)
Kacza – struga w północno-zachodniej Polsce, oddzielający wyspę Warnie Kępy od wysp: Wydrza Kępa i Koński Smug, łączy jezioro Wicko Wielkie i Starą Świnę. Znajduje się w woj. zachodniopomorskim, w gminie miejskiej Świnoujście.
Górny bieg strugi zwany Liśnicą rozpoczyna się przy zachodniej części jeziora Wicko Wielkie, gdzie meandruje między wyspą Koński Smug a wyspą Warnie Kępy. Następnie łączy się z ciekiem odchodzącym od Wielkiej Strugi i biegnie w kierunku południowo-zachodnim oddzielając wyspę Warnie Kępy od wyspy Wydrza Kępa.
Nazwę Kacza wprowadzono urzędowo w 1949 roku, zastępując niemiecką nazwę Grosse Beerlose.